# 先都
先都（？—前618年），春秋时期晋国的下军佐。
前629年，清原之蒐，晋文公在三军外建立新上军、新下军，使趙衰將新上軍，箕鄭佐之；胥嬰將新下軍，先都佐之。先都在清原之蒐，被晋文公提拔为新下军之佐。前620年，晋灵公即位，晋秦令狐之战，箕郑父留守，赵盾将中军，先克中军佐，荀林父佐上军，先蔑将下军，先都佐下军。夷之蒐，晋襄公想提拔箕郑父、先都、士縠、梁益耳，先克推荐狐偃、赵衰的儿子狐射姑、赵盾。先克又夺蒯得的田地。于是五将对先克怀恨在心。前618年正月初二，刺杀先克，事发，正月十八，先都、梁益耳被杀。三月廿八，箕郑父、士縠、蒯得被晋国处死。